# Marco Materazzi
Marco Materazzi (ur. 19 sierpnia 1973 w Lecce) – włoski piłkarz grający na pozycji obrońcy, a także trener.
W reprezentacji Włoch debiutował 25 kwietnia 2001 w meczu przeciw reprezentacji RPA. W reprezentacji swojego kraju rozegrał 41 meczów i strzelił 2 gole. Wystąpił na Mistrzostwach Świata 2002 i 2006 (strzelając dwa gole, w tym jeden w finale z Francją) oraz na Euro 2004. Znany z agresywnego stylu gry.
Syn Giuseppe Materazziego, byłego trenera piłkarskiego pracującego m.in. w S.S. Lazio i Sportingu.

## Kariera piłkarska
Karierę piłkarską rozpoczął na przełomie lat 1990–1991 grając w młodzieżowej drużynie F.C. Messina Peloro. Przez następne lata grał w zespołach niższej ligi: w amatorskiej drużynie Tor di Quinto (1991–1992), S.C. Marsala 1912 (Serie C, 1993-94) i A.S. Trapani (Serie C, 1994-95), które było w tym czasie bliskie awansu do Serie B. Od 1995 grał dla A.C. Perugia, którego w tym czasie trenem był Walter Novellino. W 1996 Materazzi został wypożyczony przez Carpi F.C. Na jeden sezon (1998–1999) przeszedł do Everton F.C., gdzie w 4 z 27 meczów został usunięty z boiska.
Następnie powrócił do Perugii, która była wtedy w Serie A. Zdobywając wtedy 12 goli w sezonie 2000–2001, pobił rekord Daniela Passarelli grającego w Serie A, jednocześnie bijąc rekord goli zdobytych przez obrońcę w jednym sezonie. Następnie, w 2001 przeszedł do Interu Mediolan będącego w Serie A. W tym czasie media kreowały jego wizerunek jako zawodnika brutalnego, grającego w sposób nieczysty, lecz pomimo to był ceniony przez kibiców Interu za agresywną postawę i imponujące osiągnięcia. Z drużyną z Mediolanu dwukrotnie zdobył Puchar Włoch w piłce nożnej.
19 sierpnia 2007 w 45. minucie towarzyskiego meczu z reprezentacją Węgier został poważnie kontuzjowany i stracił przytomność (wstępna diagnoza wykazała, że był to rozległy wylew w udzie). Początkowo lekarze twierdzili, iż może to stać się przyczyną zakończenia jego kariery piłkarskiej, później jednak uważano, że istnieje szansa na jego powrót do piłki nożnej. Przeszedł operację i 26 sierpnia opuścił szpital. Jego rehabilitacja trwała około czterech miesięcy. 9 grudnia 2007 roku rozegrał 60 minut w wygranym przez Inter meczu z Torino FC. Była to pierwsza dłuższa gra Materazziego po dojściu do zdrowia.Jesienią 2014 roku Marco Materazzi wznowił karierę grającego trenera jako obrońca w lidze indyjskiej w klubie Chennaiyin FC.

### Udział w Mistrzostwach Świata 2006
Marco Materazzi wchodził w skład reprezentacji Włoch, która zdobyła Puchar Świata w Mistrzostwach Świata w 2006 roku w Niemczech. Nie był on pierwotnie przewidziany do pierwszego składu reprezentacji, jednak kontuzja Alessandra Nesty umożliwiła mu start w mistrzostwach.
W meczu przeciw reprezentacji Czech wszedł jako zmiennik i zdobył bramkę głową.
W meczu przeciw reprezentacji Australii otrzymał czerwoną kartkę i został zawieszony w następnym meczu.
Materazzi odegrał ważną rolę także w meczu finałowym: najpierw spowodował podyktowanie rzutu karnego, po którym reprezentacja Francji objęła prowadzenie, a później zdobył bramkę wyrównującą z podania Andrei Pirlo z rzutu rożnego.
W końcowej części meczu miał miejsce incydent z udziałem Materazziego i francuskiego zawodnika Zinedine’a Zidane’a. Konflikt graczy, w momencie gdy żaden z nich nie był w posiadaniu piłki, zakończył się uderzeniem Zidane’a (sprowokowanego przez Marco obraźliwą wypowiedzią) głową w klatkę piersiową Materazziego i powaleniem go na ziemię. Sędzia usunął Zidane’a z boiska. Po późniejszym dochodzeniu, które przeprowadziła FIFA Materazzi został ukarany karą w wysokości 5000 franków szwajcarskich i zawieszeniem na 2 mecze, a Zidane karą 7500 franków szwajcarskich i zawieszeniem na 3 mecze. Pod koniec 2006 roku Marco napisał książkę pt. „Co naprawdę powiedziałem Zidane’owi”, w której zawarł 249 możliwości różnych wypowiedzi, jakie mógł skierować do Zinedine Zidane’a podczas finału MŚ; jedna z nich jest prawdziwa. Jak twierdził w wypowiedzi udzielonej dla „La Gazzetta dello Sport”, poprzez wydanie tej publikacji chciał ukazać „absurdalność tej całej afery”. Dochód z jej sprzedaży przeznaczył na fundusz UNICEF.
Materazzi brał udział w kolejce rzutów karnych, która rozstrzygnęła o wyniku meczu finałowego. Wraz z Lucą Tonim strzelił w Mistrzostwach 2006 najwięcej bramek dla reprezentacji Włoch (dwie).

## Sukcesy[3]

### Klubowe
Inter Mediolan
- Serie A (5): 2005–06, 2006–07, 2007–08, 2008–09, 2009–10
- Puchar Włoch (4): 2004–05, 2005–06, 2009–10, 2010–11
- Superpuchar Włoch (4): 2005, 2006, 2008, 2010
- Liga Mistrzów UEFA (1): 2009–10
- Klubowe mistrzostwa świata FIFA (1): 2010

### Międzynarodowe
Włochy
- Mistrzostwo świata (1): 2006